# Manuel de Salamanca Negrete
Manuel de Salamanca Negrete   (Burgos, 1831 - l'Havana, 6 de febrer de 1890) va ser un militar i polític espanyol, fill del Comte de Campo Alange, capità general de Cuba entre 1889 i 1890.

## Biografia
Va néixer a Burgos el 30 de maig de 1831. Tot i que es llicencià en filosofia, va seguir la carrera militar, com el seu pare. El 1875, durant la tercera guerra carlina, fou nomenat general de divisió de la línia dreta de l'Ebre i del Maestrat, aprofitant el càrrec per a establir relacions polítiques a la zona.
Un cop es produí la restauració borbònica ingressà primer al Partit Constitucional i després al Partit Liberal Fusionista, amb el qual fou elegit diputat per Tortosa a les eleccions generals espanyoles de 1876 i pel de Xelva a les eleccions generals espanyoles de 1879 i 1881. En el Congrés dels Diputats fou portaveu dels descontents amb la política del govern en la guerra d'Independència cubana, i en polític local donà suport Enrique Villarroya Llorens contra Trinitario Ruiz Capdepón. El 1883 fou nomenat senador vitalici i en 1889 Capità General de Cuba. Va morir el 6 de febrer de 1890.